# Отказанный косяк Саргина
Отказанный косяк Саргина (Отказанный косяк Д.Саргина) — дебют в русских шашках. Табии дебюта нет, есть несколько позиций, возникающих после вариативных ходов, сводящиеся к одной идее — отказа переходить на рельсы популярного дебюта «Косяк Саргина». Дебют может привлекать игрока малой популярностью.

## Примеры партий
На 6-й чемпионате мира по русским шашкам по электронной переписке этим дебютом сыграна одна партия, тогда как косяк Саргина — 10 раз
Бахтияров А. И. — Семёнов С. А. 1:1
1.cb4 bc5 2.bc3 fg5 3.cd4 gf4 4.g:e5 d:f4
  5.b:d6 c:c3 6.d:b4 f:d2 7.c:e3 gf6 8.ab2 fe5
  9.ef4 e:g3 10.h:f4 hg7 11.fe3 ab6 12.bc3 bc5 13.b:d6 e:c5 14.gf2 =
Открытый заочный чемпионат Санкт-Петербурга по русским шашкам, посвящённый Голосуеву В. М.
Андреев И. О. — Бахтияров А. И. 1:1
1.ab4 bc5 2.ba5 fg5 3.cd4 gf4 4.g:e5 d:f4
5.d:b6 a:c5 6.e:g5 h:f4 7.bc3 ed6 8.cd4 c:e3
9.f:d4 de5 10.d:f6 g:e5 11.ab2 cd6 12.ef2 hg7 =